# Jasurbek Ortikboev
Jasurbek Ortikboev (1997) è un lottatore uzbeko, specializzato nella lotta greco romana.

## Palmarès
- Campionati asiatici

Nuova Delhi 2020: argento nei 55 kg.
Ulaanbaatar 2022: bronzo nei 55 kg.